# Проспект Воли (Луцк)
Проспект Воли (укр.  Проспект Волі ) — центральный проспект Луцка, который начинается на центральной Театральной площади и тянется к Киевской площади. Длина проспекта более 2 км.

## История
Направление, вдоль которого пролегает настоящей Проспект Воли, издавна был основной дорогой на восток от Луцка. Однако учитывая особенности территориального развития города, улицей эта дорога стала не скоро.
В XVIII в. это была Ровенско-Дубновская дорога. в 1750-х годах в её начале был построен новый каменный комплекс монастыря и костела бернардинцев.
В 1830 году земли сёл Воличка (Вулька) за Глушцем и Воличка Пидлуцкий, на которых пролегала дорога, были присоединены к городу. В 1846 году у дороги были новые караимское и еврейское кладбища. Учитывая, что Луцк в то время был западным городом Российской империи, и через него впоследствии прошло стратегическое шоссе Киев-Брест, в XIX в. город интенсивно развивался на восток. В 1869 году был составлен генеральный план развития Луцка, утвержденный императором Александром II. Согласно ему на землях бывших деревень должен был появиться новый городской район. В 1870 году улица была названа Ровенско-Дубновскою, впоследствии стала называться Ровенскою. (Сегодня это начало проспекта.) Улица начала застраиваться домами. Здесь была мельница. В дальнейшем с расширением города длина улицы Ровенской увеличивалась. Так, окончательной длины, эквивалентной настоящему проспекту, улица получила в 1910 году, когда к Луцку было присоединено село Дворец на месте нынешнего Киевской площади.
В новом районе поселилось много евреев. Так, начало улицы (начало настоящего проспекта) было полностью застроено еврейскими сооружениями. Здесь были и молитвенные дома. В средней части улицы у караимского кладбища был двухэтажный доходный дом, из которого караимская община принимала доход. Вокруг дома располагался небольшой восточный караимский квартал города.
Во время австрийской оккупации 1915—1916 улица носила название Киевской. На этой улице располагался кирпичный завод.
В период межвоенного двадцатилетия улица именовалась как аллея Болеслава Храброго. Аллее она не была, однако по улице были такие планы, предусмотренные новыми генеральными планами развития города. В конце аллеи После Второй мировой улица стала называться 17 сентября. Предполагалось сделать эту улицу главной в Луцке и застроить новости жилыми и административными зданиями.
Планируемые изменения пришли в 1950-х годах согласно новому генеральному плану 1952 года. На улице был построен кинотеатр Комсомолец, а также трехэтажные жилые дома. Во второй половине десятилетия происходило строительство центральной площади и административного комплекса Областного комитета Коммунистической партии.
Здесь была образована «площадь Ленина». Аналогично и улица стала носить имя Ленина. В 1967 году напротив обкома был открыт памятник Ленину. Ниже был фонтан. Также в шестидесятых рядом с началом улицы был построен центральный универмаг. В советские времена улица была главной. Здесь проходили парады, коммунистические демонстрации. Развитие улицы продолжалось вести на восток. В шестидесятых были ликвидированы караимское и еврейское кладбища, а на их месте появились жилые дома. Также в советский период была построена станция переливания крови, и несколько учебных заведений.
В 1991 году улицу Ленина переименовали в проспект Воли (укр.  Проспект Волі ) — название, вобравшее в себя два символа: свободу (волю) и давний топоним района Вулька. В этом же году был снесен памятник Ленину, а через 4 года через дорогу открыт памятник Тарасу Шевченко. В начале 2000-х начало проспекта было существенно реконструировано. Были выложены новые тротуары, асфальт, поставлены фонари, скамейки, высажены новые деревья, разбиты клумбы, окрашены дома. Было размещено ряд мемориальных досок.
Сегодня проспект Воли является одной из главных улиц в городе. На праздники движение перекрывается, часто проводятся развлекательные мероприятия.

## Мемориальные доски
- Богачуку Александру
- Грищенко Анатолию
- Канишевскому Григорию
- Кравчуку Михаилу
- Юницкому Анатолию

## Главные сооружения
| Номер | Описание | Вид |
| ----- | --- | --- |
| 2     | Монастырь бернардинцев.                                                                                              |     |
| 11    | Один из домов-близнецов. Памятники архитектуры.                                                                      |     |
| 13    | Главный корпус Волынского национального университета им. Леси Украинки. Перед ним — памятник Тарасу Шевченко.        |     |
| 22    | Одно из трёх высотных зданий, которые обрамляют проспект. Это находится почти на середине, где проспект имеет изгиб. |     |
| 30    | ий педагогический колледж.                                                                                           |     |
| 40    | Новейшее здание. Бизнес-центр.                                                                                       |     |
| 46    | Волынская областная филармония.                                                                                      |     |

## Галерея
- Фото
- Фото
- Проспект утром
- Проспект вечером
- В час пик
- Вход в старый дом
- Знак на фонарях проспекта
- Проспект упирается в Киевскую площадь